# Hébuterne
Hébuterne ist eine französische Gemeinde mit 522 Einwohnern (Stand 1. Januar 2022) im Département Pas-de-Calais in der Region Nord-Pas-de-Calais. Sie gehört zum Arrondissement Arras und zum Gemeindeverband Sud-Artois.

## Lage
Die Gemeinde Hébuterne liegt am Südrand des Artois an der Grenze zum Département Somme, 21 Kilometer südöstlich von Arras. Nachbargemeinden von Hébuterne sind Gommecourt im Norden, Bucquoy im Nordosten, Puisieux im Osten, Beaumont-Hamel und Auchonvillers im Süden, Mailly-Maillet und Colincamps im Südwesten, Sailly-au-Bois im Westen sowie Foncquevillers im Nordwesten.

## Bevölkerungsentwicklung
| Jahr                       | 1962 | 1968 | 1975 | 1982 | 1990 | 1999 | 2006 | 2016 | 2022 |
| -------------------------- | ---- | ---- | ---- | ---- | ---- | ---- | ---- | ---- | ---- |
| Einwohner                  | 546  | 575  | 516  | 486  | 456  | 465  | 528  | 524  | 522  |
| Quellen: Cassini und INSEE |      |      |      |      |      |      |      |      |      |

## Wirtschaft und Infrastruktur
Die Gemeinde ist rein landwirtschaftlich geprägt. Selbst der Fremdenverkehr spielt nur eine untergeordnete Rolle.

## Sehenswürdigkeiten
- Kirche Saint-Vaast, wiederaufgebaut wie der größte Teil des Dorfes, das im Ersten Weltkrieg fast vollständig zerstört wurde.
- fünf kleine britische Soldatenfriedhöfe, von denen zwei auf der Grenze zum Département Somme liegen
- Wasserturm

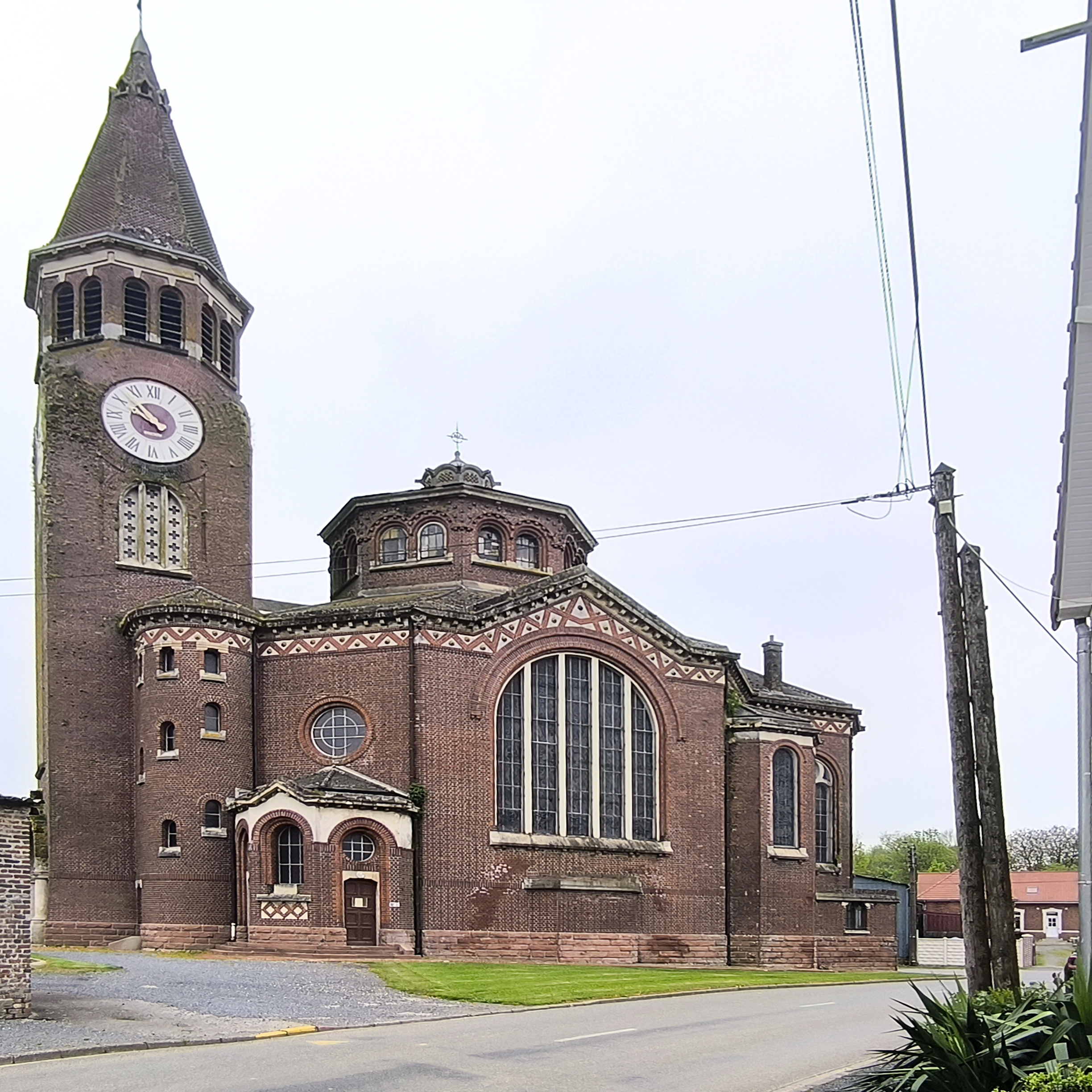
Kirche Saint-Vaast
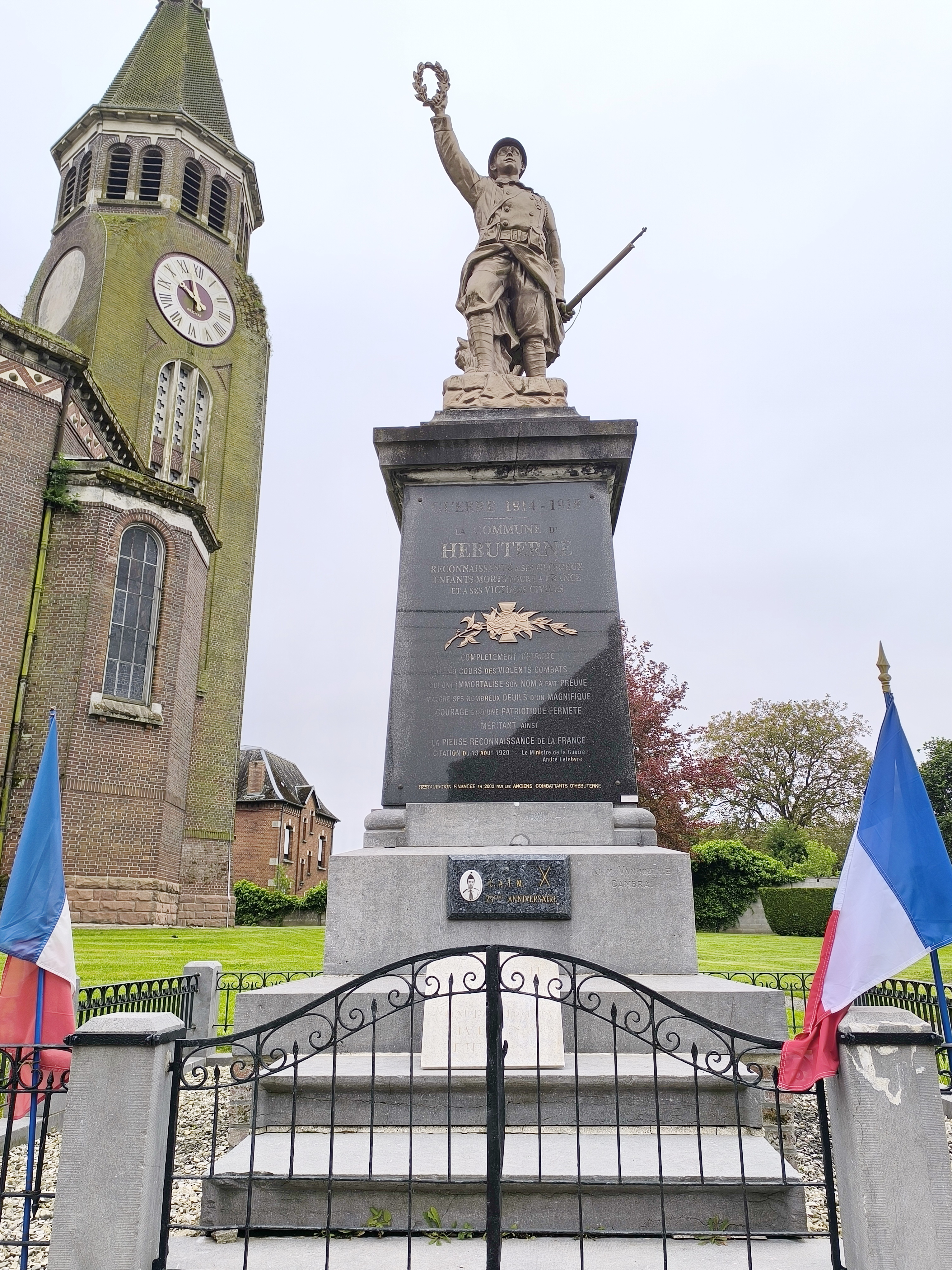
Gefallenendenkmal
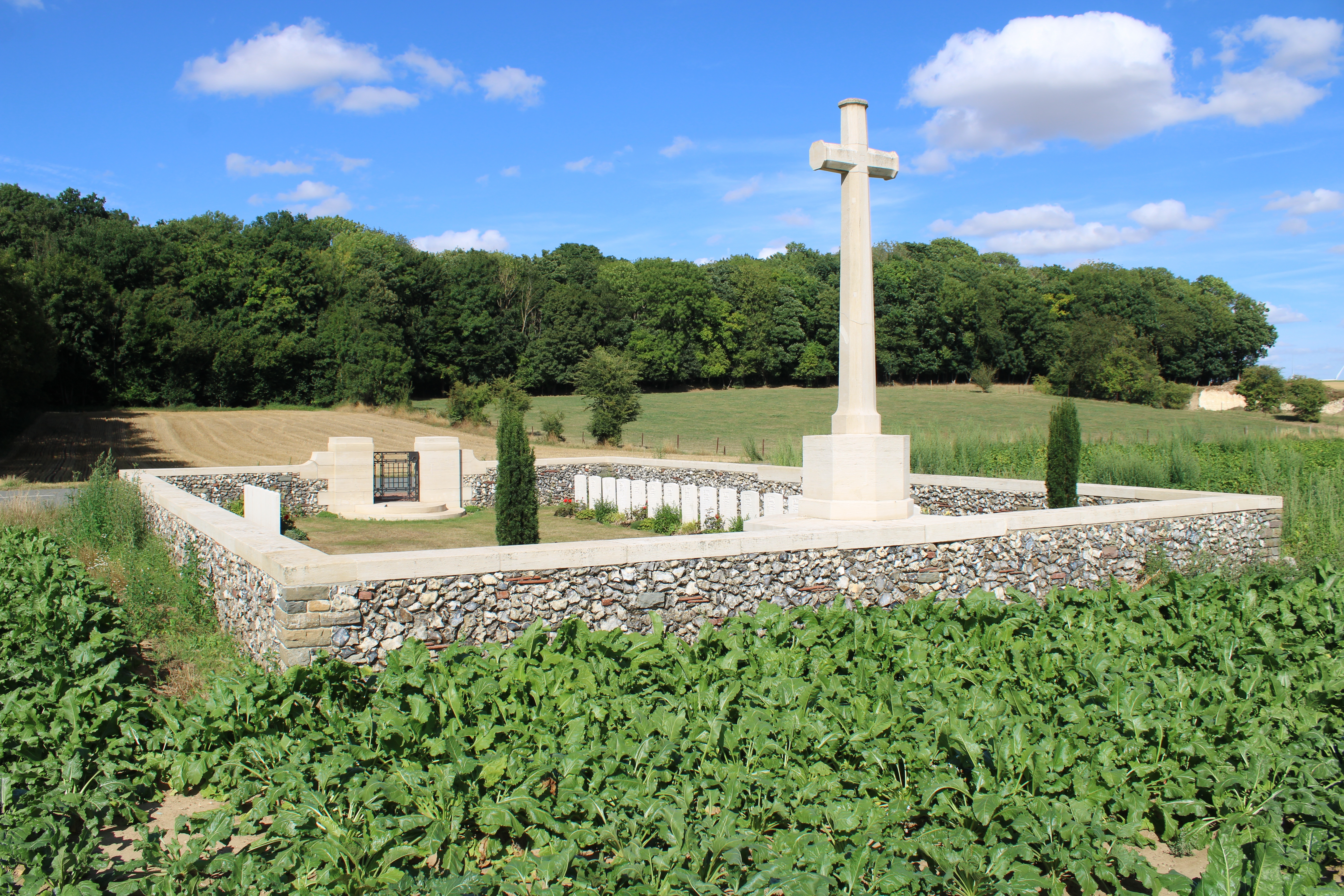
Owl Trench Cemetery
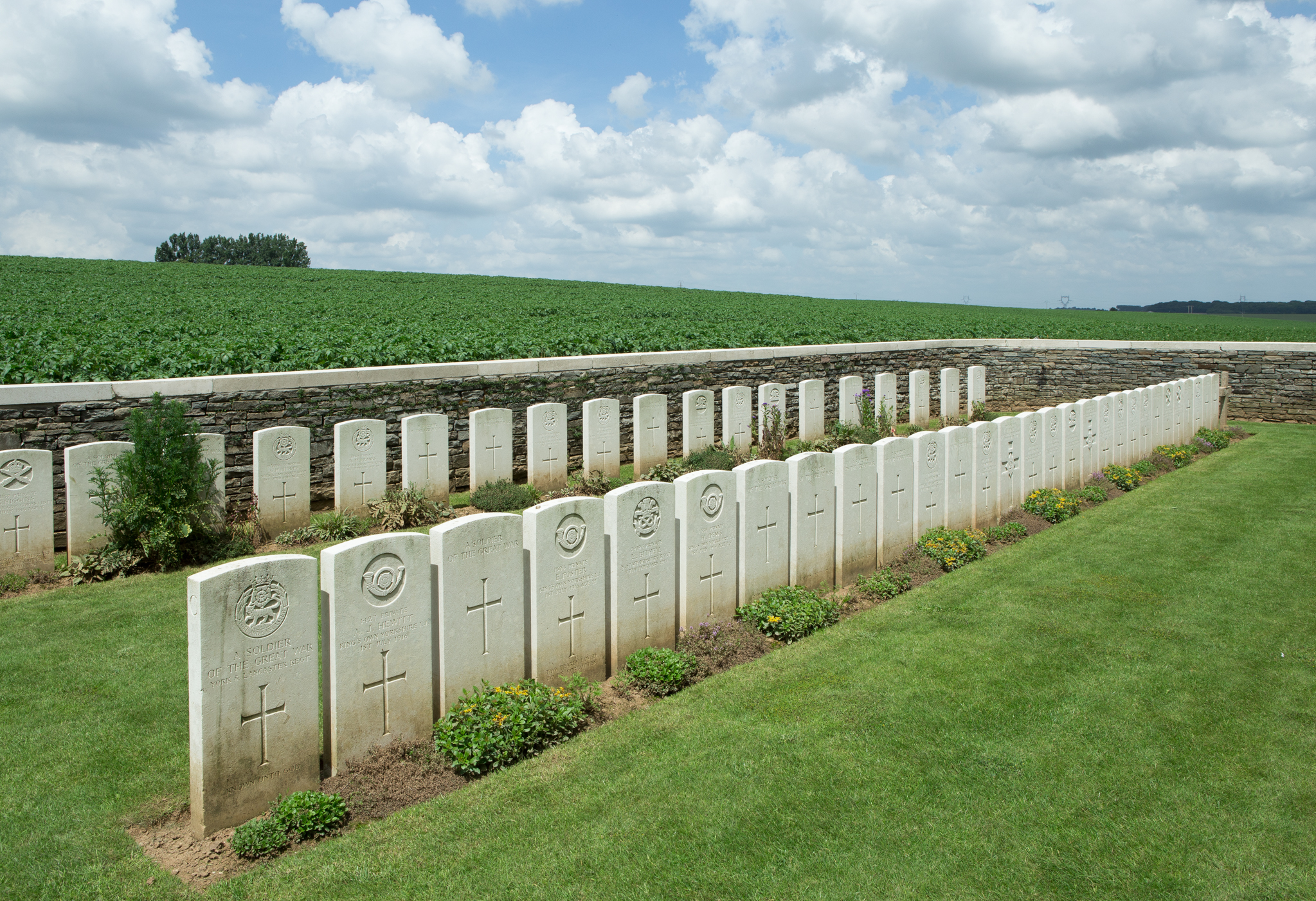
Railway Hollow Cemetery
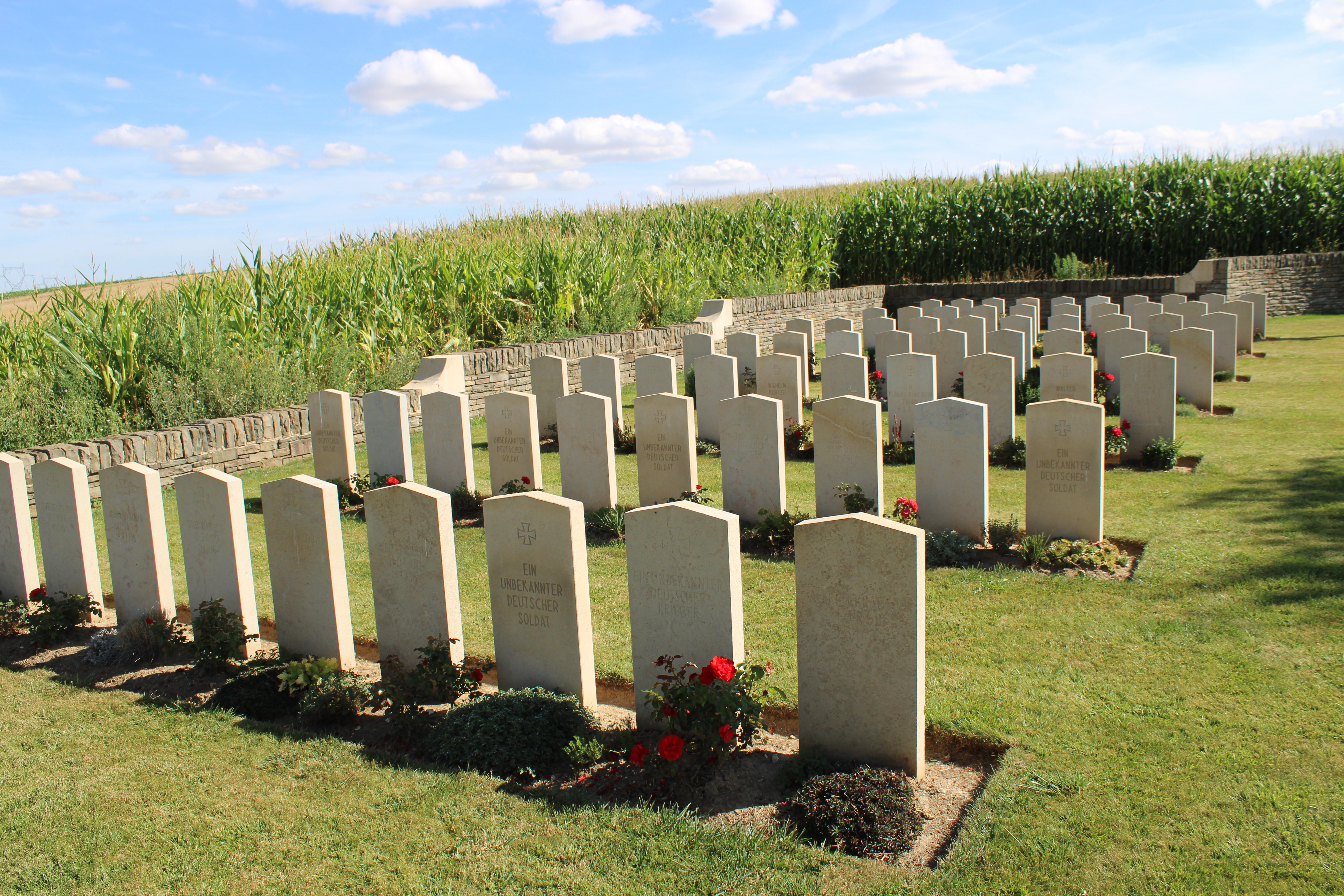
Rossignol Wood Cemetery
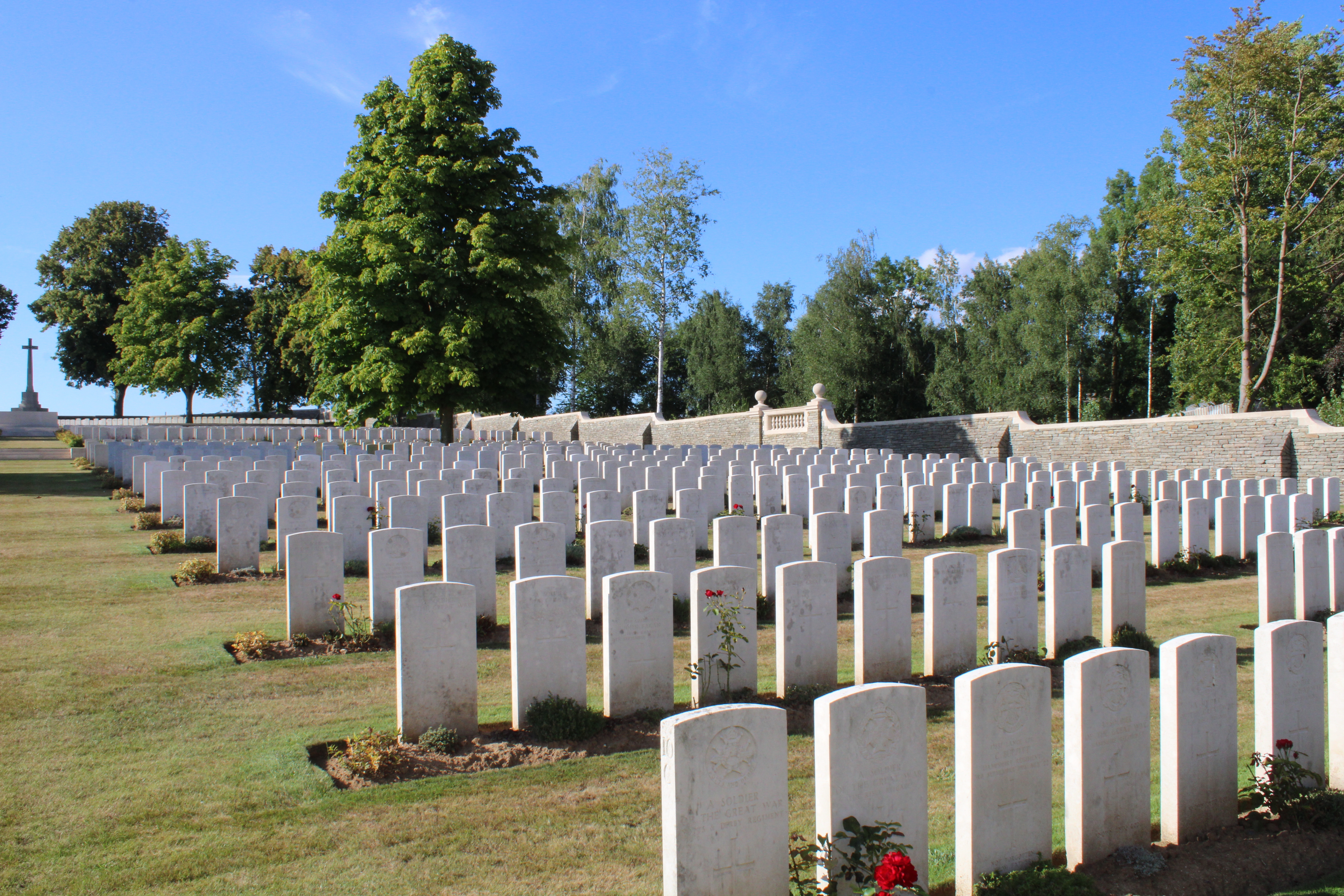
Serre Road Cemetery Nr. 1
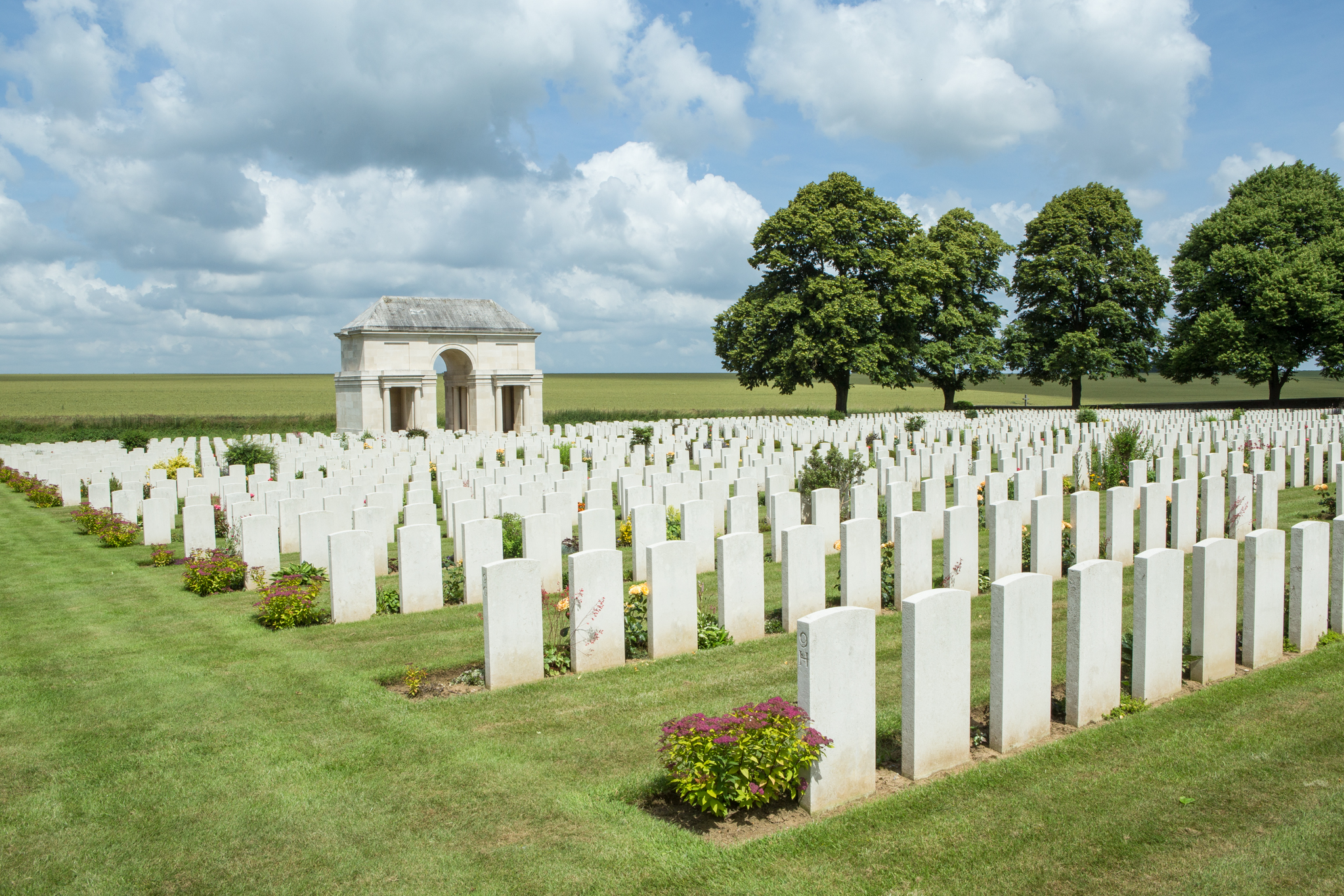
Serre Road Cemetery Nr. 2

## Trivia
Der deutsche Segelflugpionier Hans Gutermuth fiel 1917 nahe Hébuterne.